# Villiers-sous-Grez
Pour les articles homonymes, voir Villiers et Grez.
Villiers-sous-Grez est une commune française située dans le département de Seine-et-Marne, en région Île-de-France.
En 2022, elle compte 684 habitants.

## Géographie

### Localisation

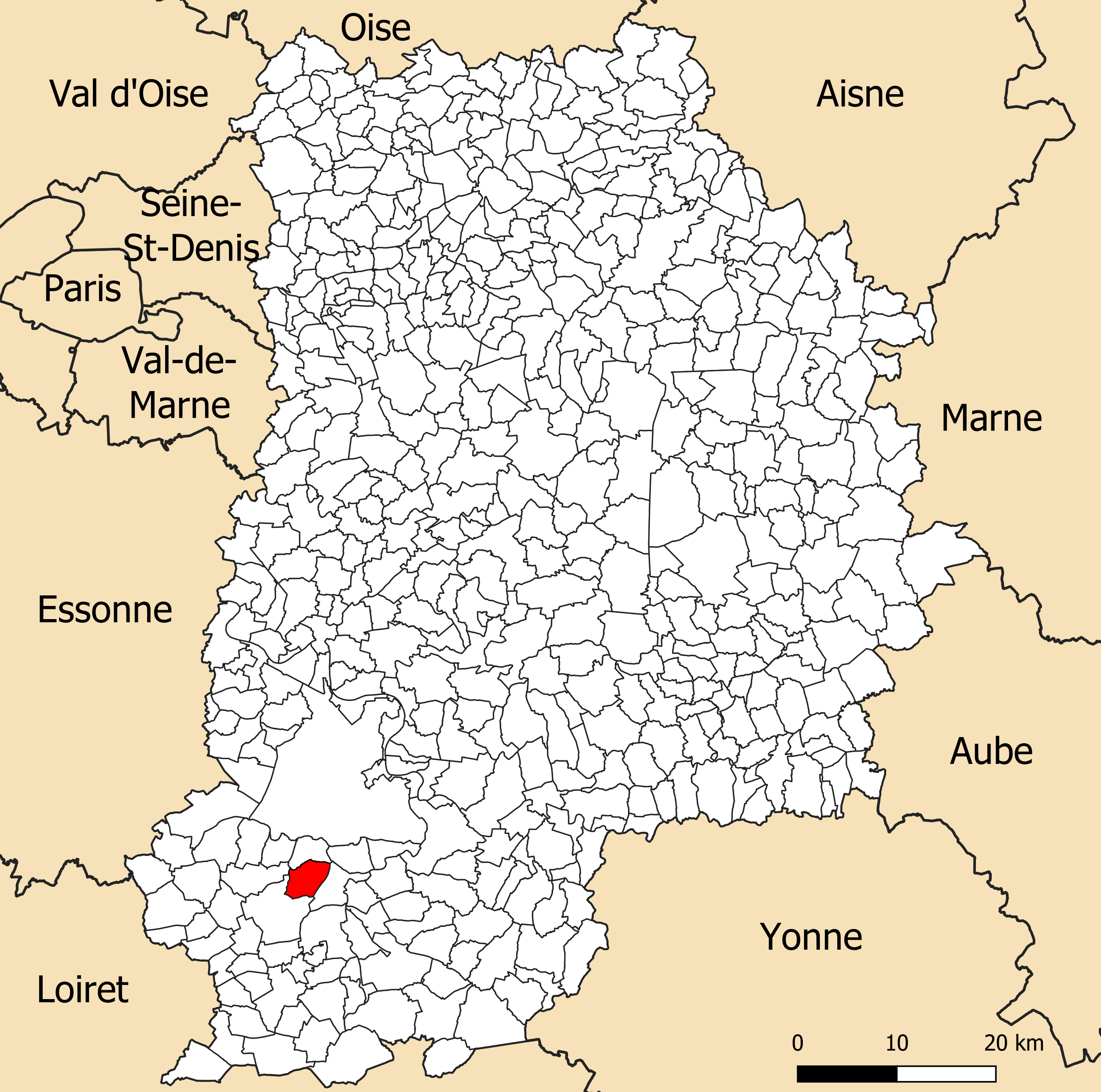
Localisation de Villiers-sous-Grez dans le département de Seine-et-Marne.

La commune de Villiers-sous-Grez se trouve dans le département de Seine-et-Marne, en région Île-de-France. Elle fait partie des 69 communes  du Parc naturel régional du Gâtinais français (dont 33 en Seine-et-Marne)., entre la forêt de Fontainebleau, au nord, et de la forêt de « Larchant-La Commanderie » au sud. À l'est, passe la vallée du Loing.
Elle se situe à 29,60 km par la route de Melun, préfecture du département et à 13,10 km de Fontainebleau, sous-préfecture. La commune fait en outre partie du bassin de vie de Nemours.

### Communes limitrophes

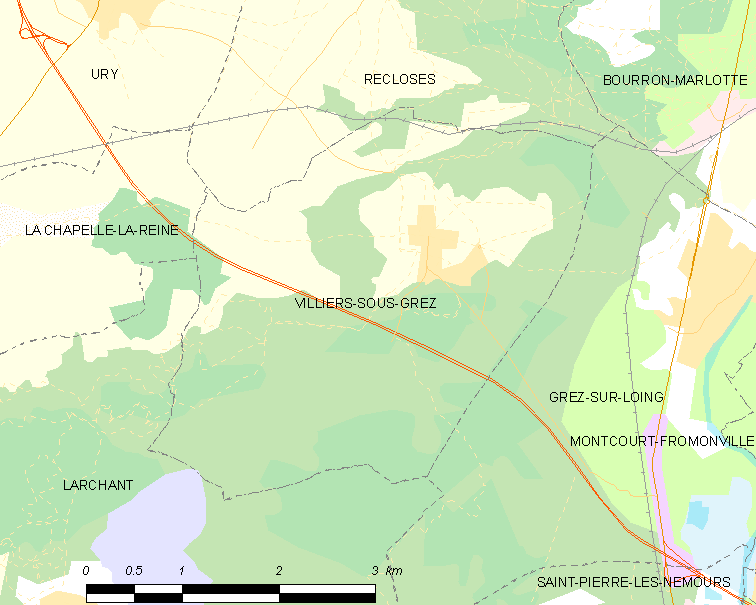
Carte des communes limitrophes de Villiers-sous-Grez.

Les communes les plus proches sont : 
Grez-sur-Loing (3,1 km), Recloses (3,2 km), Ury (4,2 km), Montcourt-Fromonville (4,4 km), Bourron-Marlotte (5,0 km), Larchant (5,4 km), La Chapelle-la-Reine (5,7 km), Saint-Pierre-lès-Nemours (6,5 km).
|                      | Recloses           |                |
| La Chapelle-la-Reine | Villiers-sous-Grez | Grez-sur-Loing |
| Larchant             |                    |                |

### Géologie et relief
Le territoire de la commune se situe dans le sud du Bassin parisien, plus précisément au nord de la région naturelle du Gâtinais.
Géologiquement intégré au bassin parisien, qui est une région géologique sédimentaire, l'ensemble des terrains affleurants de la commune sont issus de l'ère géologique Cénozoïque (des périodes géologiques s'étageant du Paléogène au Quaternaire),.

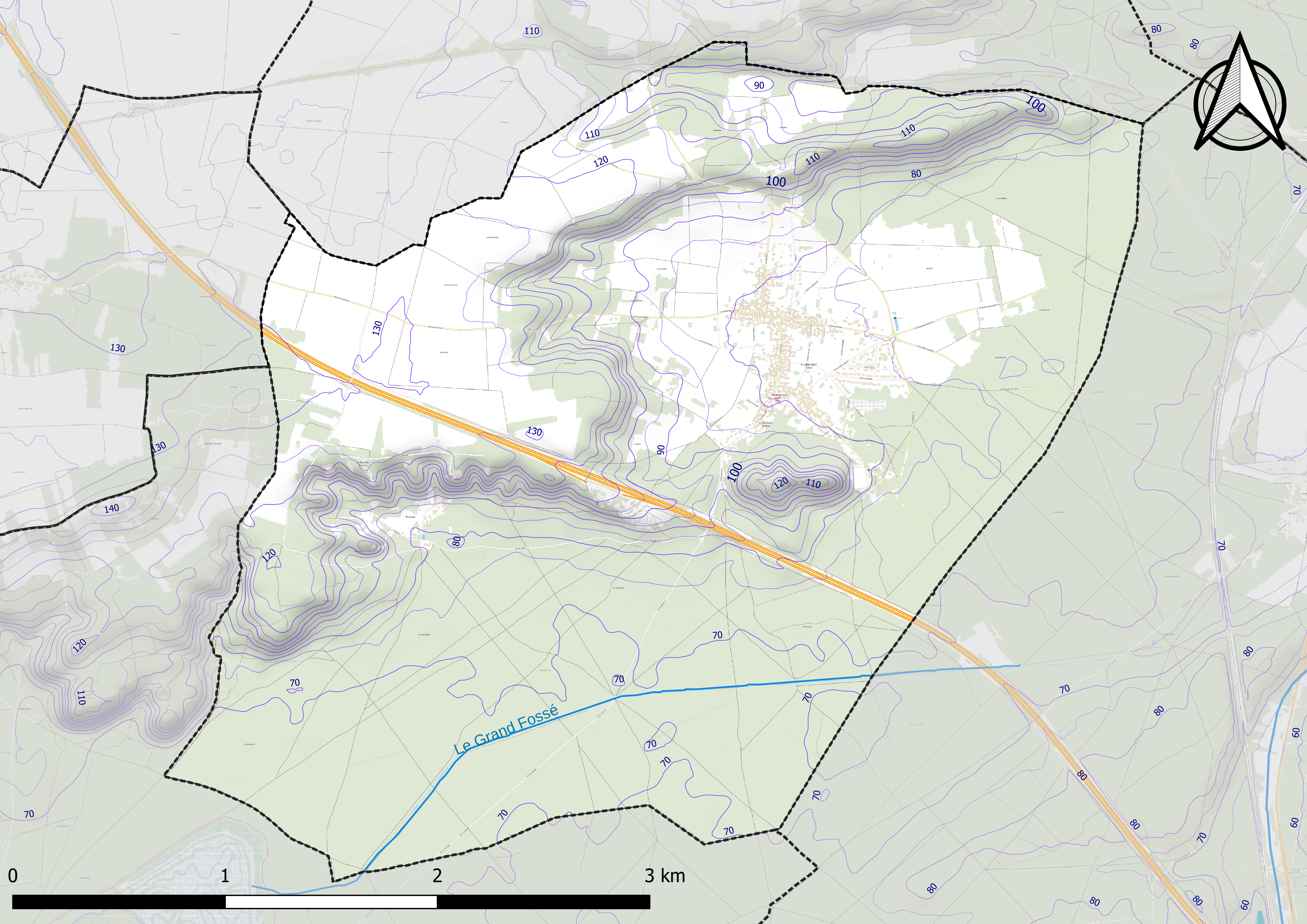
Carte du relief de Villiers-sous-Grez.
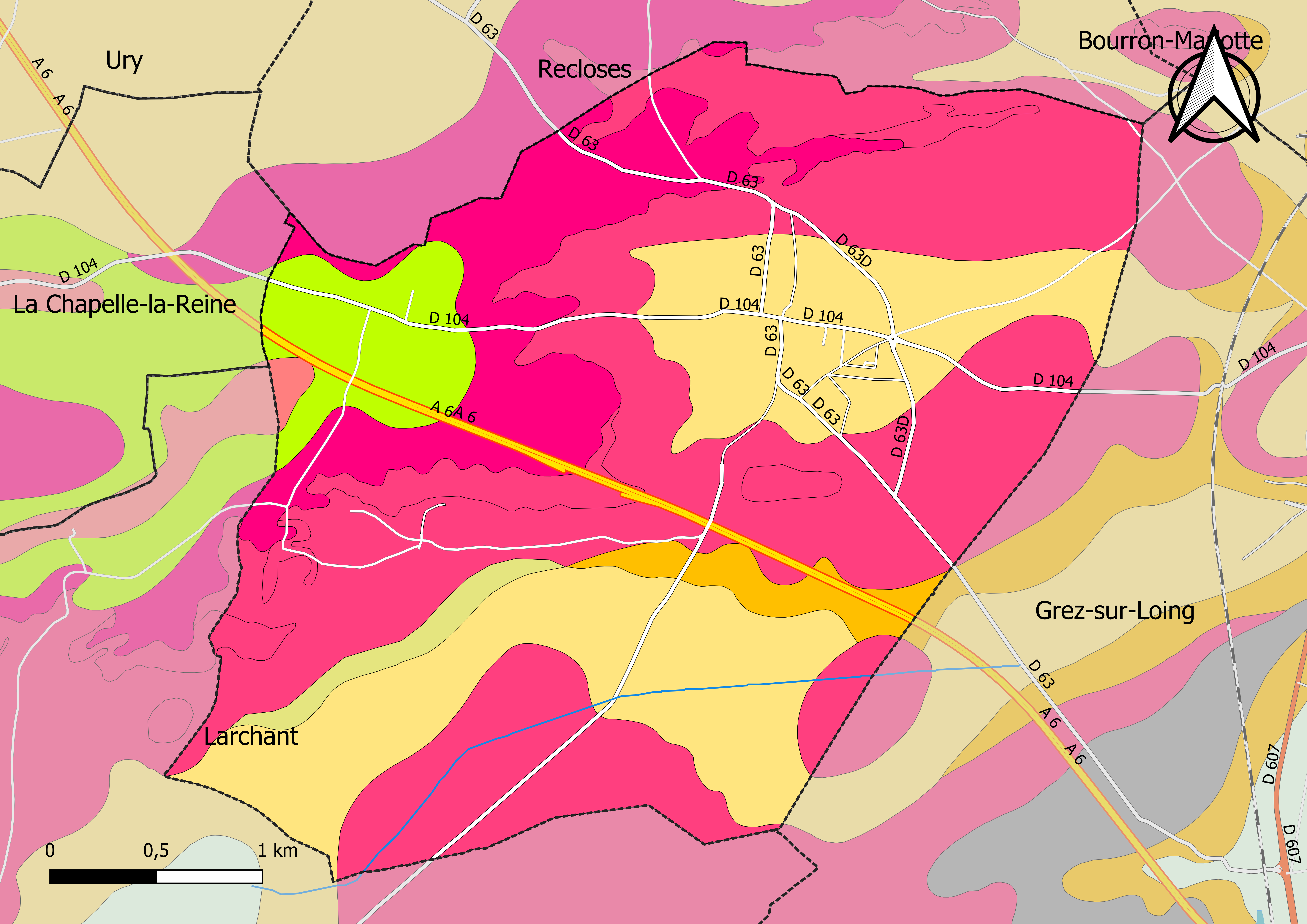
Carte géologique vectorisée et harmonisée de Villiers-sous-Grez.

|  | LP : | Limon des plateaux de composition argilo-marneuse. |

|  | m1CPi : | Calcaire de Beauce, Calcaire de Pithiviers (Loiret).                 |
|  | m1MG :  | Molasse du Gâtinais, marnes vertes de Neuville-sur-Essonne (Loiret). |

|  | g1CE : | Calcaire d'Étampes, meulières, marnes, calcaires du Gâtinais.                                        |
|  | g1GF : | Grès de Fontainebleau en place ou remaniés (grésification quaternaire de sables Stampiens dunaires). |
|  | g1SF : | Sables de Fontainebleau, accessoirement grès en place ou peu remanié (versant).                      |
|  | g1SP : | Sable à galets de silex, Poudingues, localement Faciès molassique.                                   |

|  | e7C : | Calcaire de Champigny, Calcaire de Château-Landon, marnes de Nemours. |

### Hydrographie

#### Réseau hydrographique

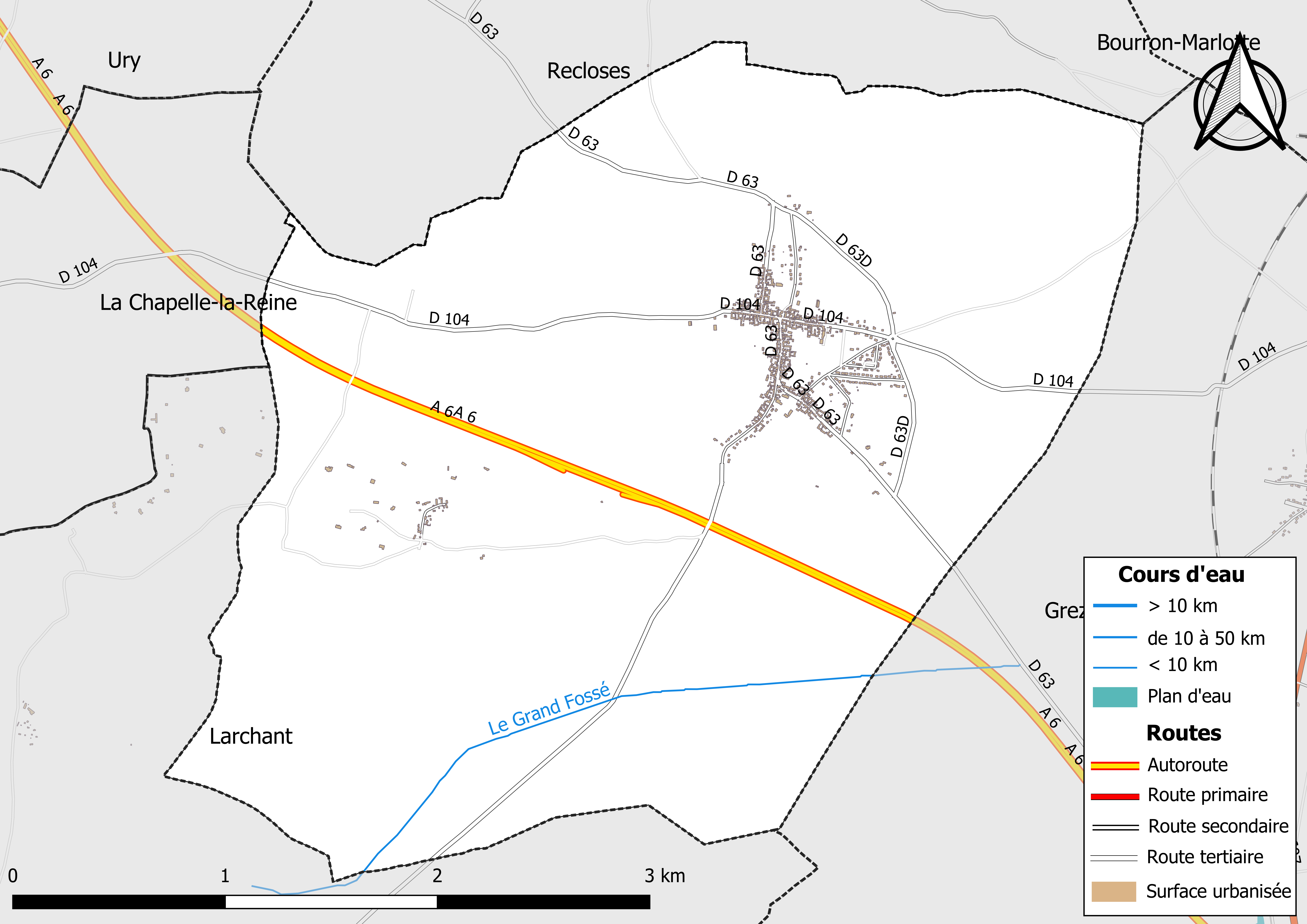
Carte des réseaux hydrographique et routier de Villiers-sous-Grez.

Le réseau hydrographique de la commune se compose du canal Le Grand Fossé, long de  4,00 km.
Sa longueur totale sur la commune est de 2,79 km.

#### Gestion des cours d'eau
Afin d’atteindre le bon état des eaux imposé par la Directive-cadre sur l'eau du 23 octobre 2000, plusieurs outils de gestion intégrée s’articulent à différentes échelles : le SDAGE, à l’échelle du bassin hydrographique, et le SAGE, à l’échelle locale. Ce dernier fixe les objectifs généraux d’utilisation, de mise en valeur et de protection quantitative et qualitative des ressources en eau superficielle et souterraine. Le département de Seine-et-Marne est couvert par six SAGE, au sein du bassin Seine-Normandie.
La commune fait partie du SAGE « Nappe de Beauce et milieux aquatiques associés », approuvé le 11 juin 2013. Le territoire de ce SAGE couvre deux régions, six départements et compte 681 communes, pour une superficie de 9 722 km2. Le pilotage et l’animation du SAGE sont assurés par le Syndicat mixte du pays Beauce Gâtinais en Pithiverais, qualifié de « structure porteuse ».

### Climat
Pour des articles plus généraux, voir Climat de l'Île-de-France et Climat de Seine-et-Marne.
En 2010, le climat de la commune est de type climat océanique dégradé des plaines du Centre et du Nord, selon une étude du CNRS s'appuyant sur une série de données couvrant la période 1971-2000. En 2020, Météo-France publie une typologie des climats de la France métropolitaine dans laquelle la commune est exposée à un climat océanique altéré et est dans une zone de transition entre les régions climatiques « Sud-ouest du bassin Parisien » et « Nord-est du bassin Parisien ».
Pour la période 1971-2000, la température annuelle moyenne est de 11 °C, avec une amplitude thermique annuelle de 15,4 °C. Le cumul annuel moyen de précipitations est de 678 mm, avec 10,9 jours de précipitations en janvier et 7,6 jours en juillet. Pour la période 1991-2020, la température moyenne annuelle observée sur la station météorologique la plus proche, située sur la commune de Nemours à 7 km à vol d'oiseau, est de 12,0 °C et le cumul annuel moyen de précipitations est de 690,3 mm,. Pour l'avenir, les paramètres climatiques de la commune estimés pour 2050 selon différents scénarios d'émission de gaz à effet de serre sont consultables sur un site dédié publié par Météo-France en novembre 2022.

### Milieux naturels et biodiversité

#### Espaces protégés
La protection réglementaire est le mode d’intervention le plus fort pour préserver des espaces naturels remarquables et leur biodiversité associée,.
Dans ce cadre, la commune fait partie d'un espace protégé, le Parc naturel régional du Gâtinais français, créé en 1999 et d'une superficie de 75 567 ha. D’une grande richesse en termes d’habitats naturels, de flore et de faune, il est un maillon essentiel de l’Arc sud-francilien des continuités écologiques (notamment pour les espaces naturels ouverts et la circulation de la grande faune),.
Trois autres espaces protégés sont présents dans la commune : 
- la zone centrale de la réserve de biosphère « Fontainebleau et Gâtinais », créée en 1998 et d'une superficie totale de 150 544 ha (46 056 ha pour la zone centrale). Cette réserve de biosphère, d'une grande biodiversité, comprend trois grands ensembles : une grande moitié ouest à dominante agricole, l’emblématique forêt de Fontainebleau au centre, et le Val de Seine à l’est. La structure de coordination est l'Association de la Réserve de biosphère de Fontainebleau et du Gâtinais, qui comprend un conseil scientifique et un Conseil Education, unique parmi les Réserves de biosphère françaises[23],[24].
- la zone de transition de la réserve de biosphère « Fontainebleau et Gâtinais », créée en 1998 et d'une superficie totale de 150 544 ha (95 595 ha pour la zone de transition). Cette réserve de biosphère, d'une grande biodiversité, comprend trois grands ensembles : une grande moitié ouest à dominante agricole, l’emblématique forêt de Fontainebleau au centre, et le Val de Seine à l’est. La structure de coordination est l'Association de la Réserve de biosphère de Fontainebleau et du Gâtinais, qui comprend un conseil scientifique et un Conseil Education, unique parmi les Réserves de biosphère françaises[23],[25].
- la zone tampon de la réserve de biosphère « Fontainebleau et Gâtinais », créée en 1998 et d'une superficie totale de 150 544 ha (16 102 ha pour la zone tampon). Cette réserve de biosphère, d'une grande biodiversité, comprend trois grands ensembles : une grande moitié ouest à dominante agricole, l’emblématique forêt de Fontainebleau au centre, et le Val de Seine à l’est. La structure de coordination est l'Association de la Réserve de biosphère de Fontainebleau et du Gâtinais, qui comprend un conseil scientifique et un Conseil Education, unique parmi les Réserves de biosphère françaises[23],[26].

#### Réseau Natura 2000

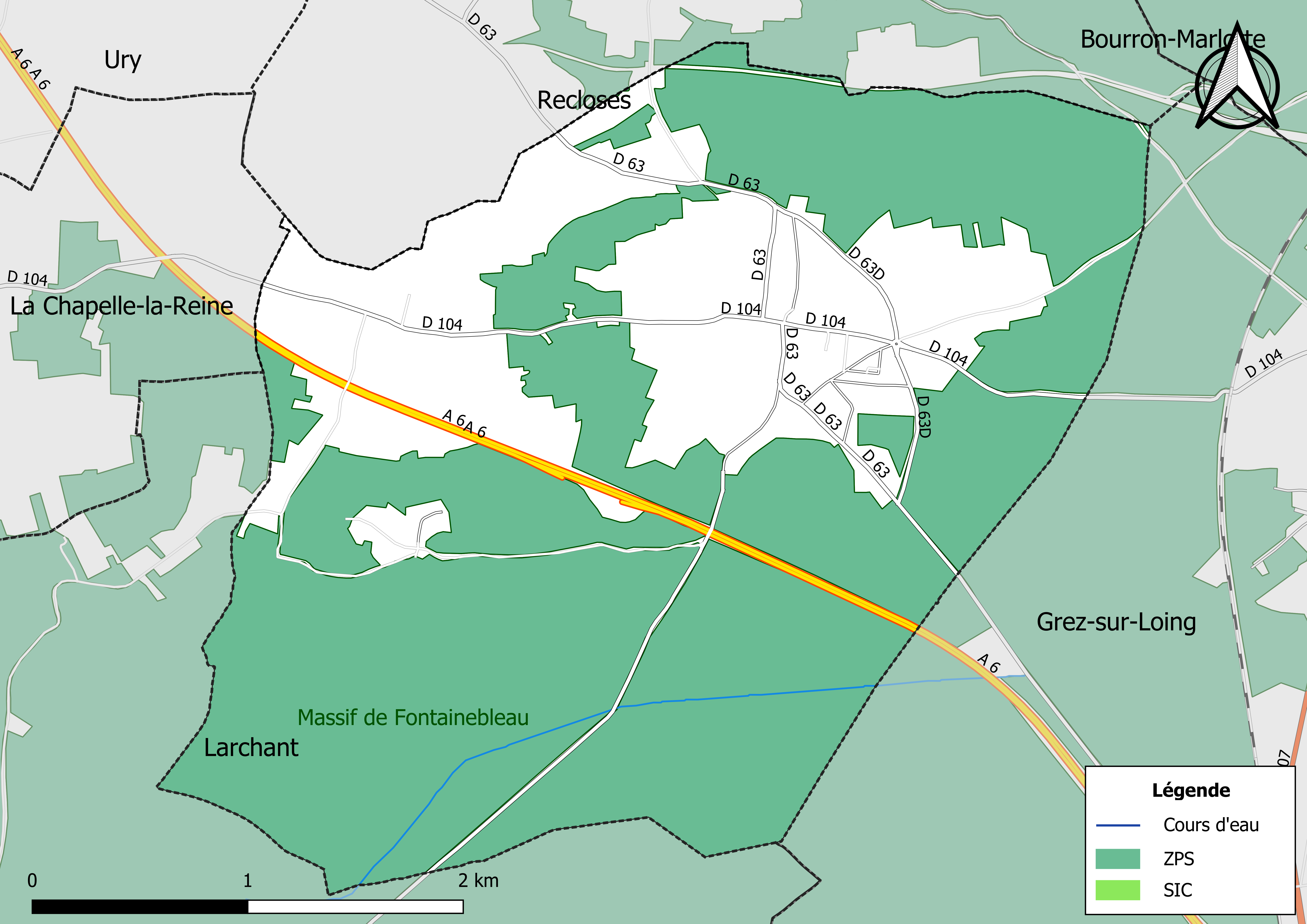
Sites Natura 2000 sur le territoire communal.

Le réseau Natura 2000 est un réseau écologique européen de sites naturels d’intérêt écologique élaboré à partir des Directives « Habitats » et « Oiseaux ». Ce réseau est constitué de Zones spéciales de conservation (ZSC) et de Zones de protection spéciale (ZPS). Dans les zones de ce réseau, les États Membres s'engagent à maintenir dans un état de conservation favorable les types d'habitats et d'espèces concernés, par le biais de mesures réglementaires, administratives ou contractuelles.
Un site Natura 2000 a été défini sur la commune, tant au titre de la « directive Habitats » que de la « directive Oiseaux » :le « Massif de Fontainebleau ». Cet espace constitue le plus ancien exemple français de protection de la nature. Les alignements de buttes gréseuses alternent avec les vallées sèches. Les conditions de sols, d'humidité et d'expositions sont très variées. La forêt de Fontainebleau est réputée pour sa remarquable biodiversité animale et végétale. Ainsi, elle abrite la faune d'arthropodes la plus riche d'Europe (3 300 espèces de coléoptères, 1 200 de lépidoptères) ainsi qu'une soixantaine d'espèces végétales protégées

#### Zones naturelles d'intérêt écologique, faunistique et floristique

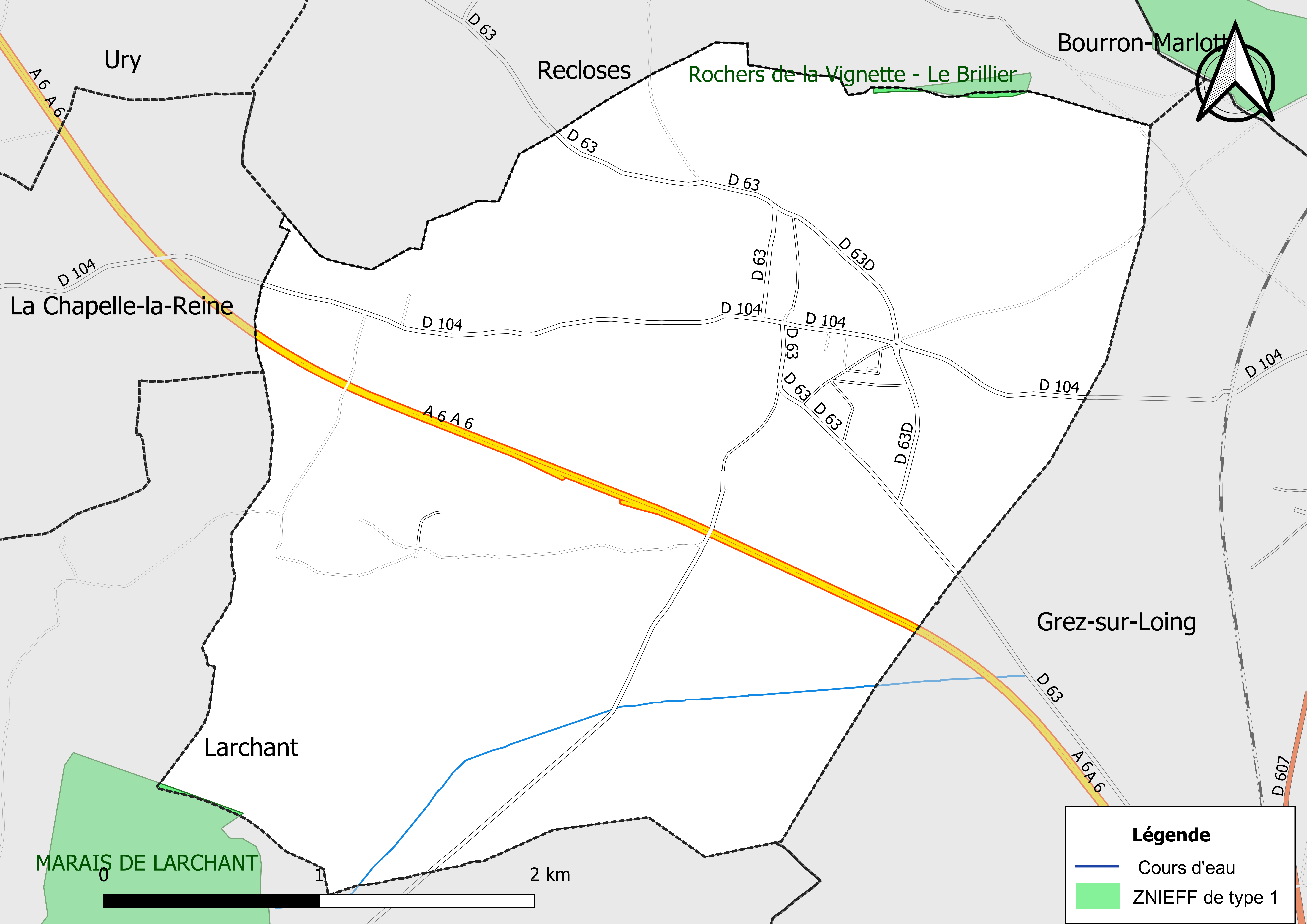
Carte des ZNIEFF de type 1 localisées sur la commune.

L’inventaire des zones naturelles d'intérêt écologique, faunistique et floristique (ZNIEFF) a pour objectif de réaliser une couverture des zones les plus intéressantes sur le plan écologique, essentiellement dans la perspective d’améliorer la connaissance du patrimoine naturel national et de fournir aux différents décideurs un outil d’aide à la prise en compte de l’environnement dans l’aménagement du territoire.
Le territoire communal de Villiers-sous-Grez comprend une ZNIEFF de type 1,,, 
les « Rochers de la Vignette - le Brillier » (4,15 ha), couvrant 2 communes du département.

## Urbanisme

### Typologie
Au 1er janvier 2024, Villiers-sous-Grez est catégorisée bourg rural, selon la nouvelle grille communale de densité à sept niveaux définie par l'Insee en 2022.
Elle est située hors unité urbaine. Par ailleurs la commune fait partie de l'aire d'attraction de Paris, dont elle est une commune de la couronne,. Cette aire regroupe 1 929 communes,.

### Occupation des sols
L'occupation des sols de la commune, telle qu'elle ressort de la base de données européenne d’occupation biophysique des sols Corine Land Cover (CLC), est marquée par l'importance des forêts et milieux semi-naturels (71,7 % en 2018), une proportion identique à celle de 1990 (71,7 %). La répartition détaillée en 2018 est la suivante : 
forêts (71,68 %), 
terres arables (24,40 %), 
zones urbanisées (3,93 %).
| Type d’occupation | 1990      | 1990    | 2018      | 2018    | Bilan     |
| --- | --------- | ------- | --------- | ------- | --------- |
| Territoires artificialisés (zones urbanisées, zones industrielles ou commerciales et réseaux de communication, mines, décharges et chantiers, espaces verts artificialisés ou non agricoles) | 32,92 ha  | 2,71 %  | 47,78 ha  | 3,93 %  | 14,86 ha  |
| Territoires agricoles (terres arables, cultures permanentes, prairies, zones agricoles hétérogènes)                                                                                          | 311,60 ha | 25,62 % | 296,74 ha | 24,40 % | −14,86 ha |
| Forêts et milieux semi-naturels (forêts, milieux à végétation arbustive et/ou herbacée, espaces ouverts sans ou avec peu de végétation)                                                      | 871,80 ha | 71,68 % | 871,80 ha | 71,68 % | 0,00 ha   |

Parallèlement, L'Institut Paris Région, agence d'urbanisme de la région Île-de-France, a mis en place un inventaire numérique de l'occupation du sol de l'Île-de-France, dénommé le MOS (Mode d'occupation du sol), actualisé régulièrement depuis sa première édition en 1982. Réalisé à partir de photos aériennes, le Mos distingue les espaces naturels, agricoles et forestiers mais aussi les espaces urbains (habitat, infrastructures, équipements, activités économiques, etc.) selon une classification pouvant aller jusqu'à 81 postes, différente de celle de Corine Land Cover,,. L'Institut met également à disposition des outils permettant de visualiser par photo aérienne l'évolution de l'occupation des sols de la commune entre 1949 et 2018.

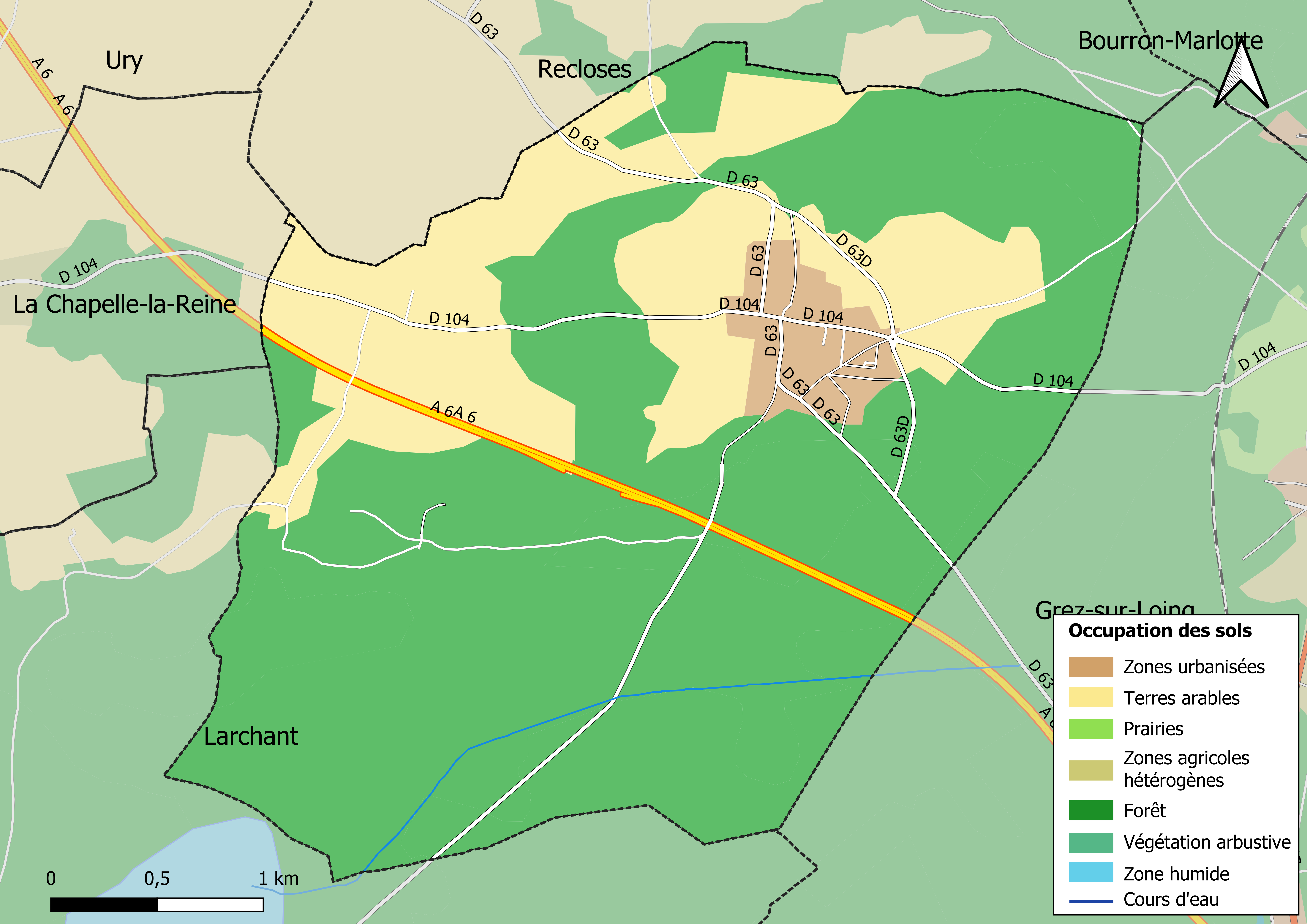
Carte des infrastructures et de l'occupation des sols en 2018 (CLC) de la commune.
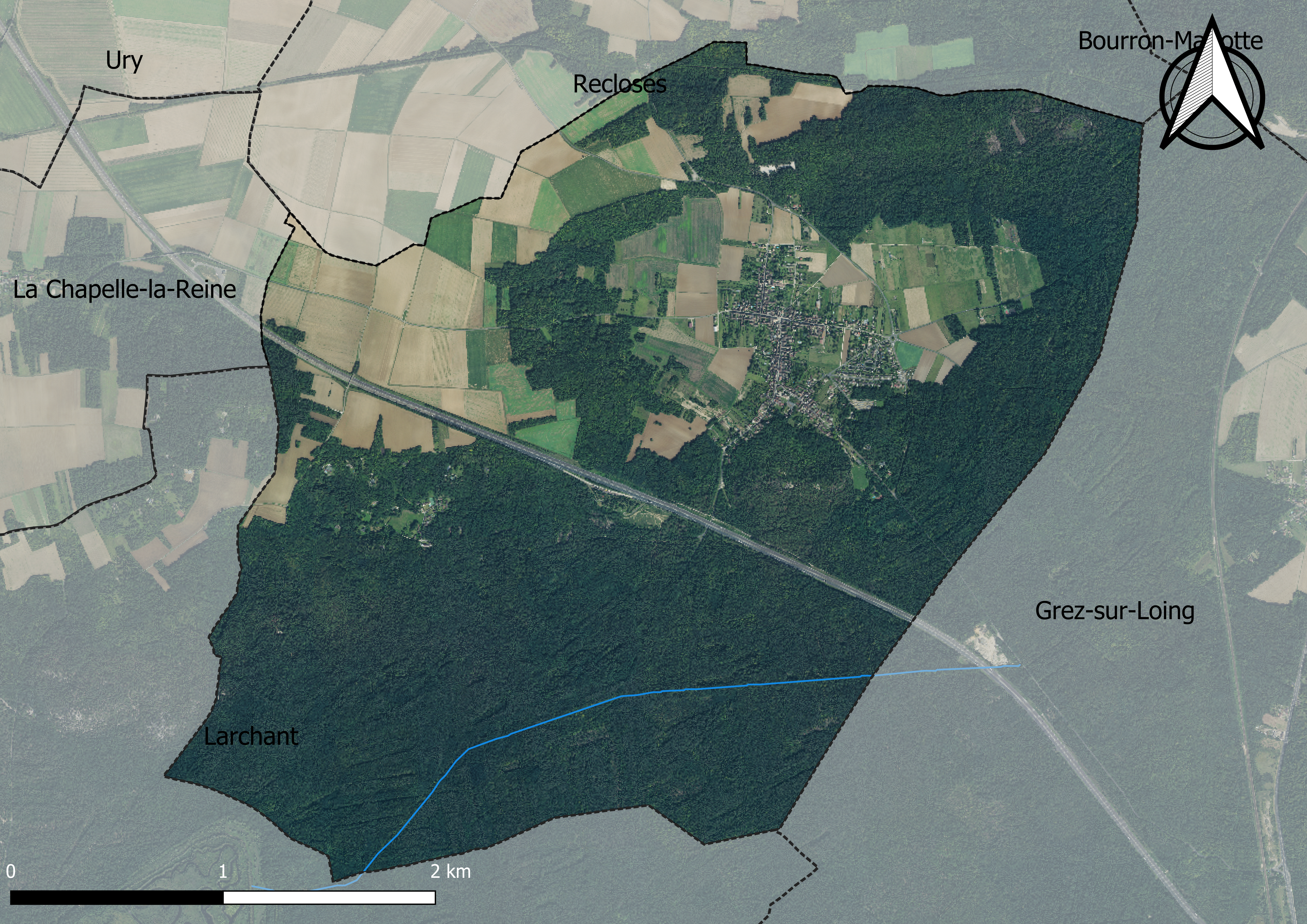
Carte orhophotogrammétrique de la commune.

### Planification
La loi SRU du 13 décembre 2000 a incité les communes à se regrouper au sein d’un établissement public, pour déterminer les partis d’aménagement de l’espace au sein d’un SCoT, un document d’orientation stratégique des politiques publiques à une grande échelle et à un horizon de 20 ans et s'imposant aux documents d'urbanisme locaux, les PLU (Plan local d'urbanisme). La commune est dans le territoire du SCOT Nemours Gâtinais, approuvé le 5 juin 2015 et porté par le syndicat mixte d’études et de programmation (SMEP) Nemours-Gâtinais.
La commune disposait en 2019 d'un plan local d'urbanisme approuvé. Le zonage réglementaire et le règlement associé peuvent être consultés sur le Géoportail de l'urbanisme.

### Lieux-dits et écarts

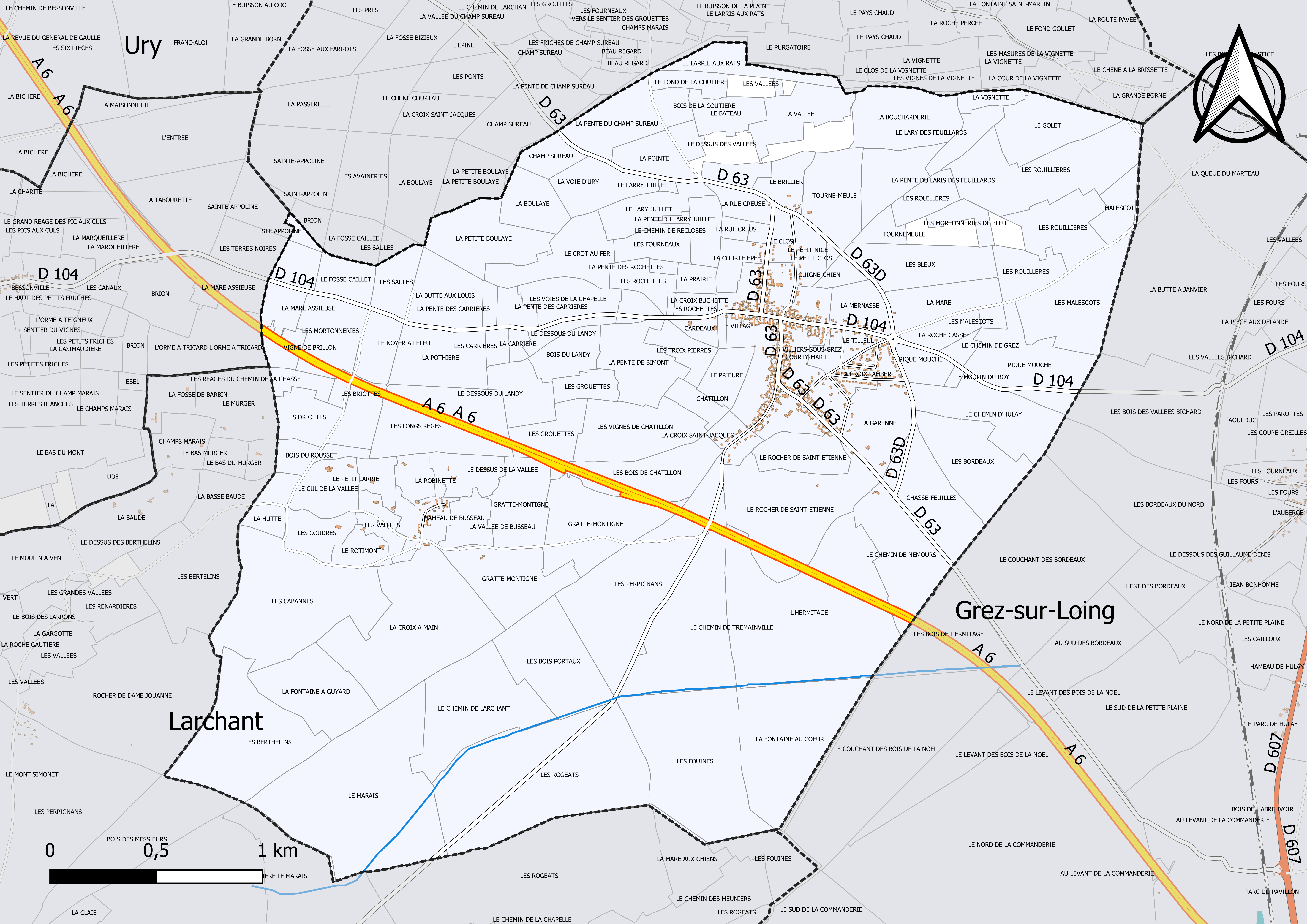
Carte du cadastre de la commune de Villiers-sous-Grez.

La commune compte 118 lieux-dits administratifs répertoriés consultables ici (source : le fichier Fantoir) dont Busseau, à 2 km au sud-ouest de Villiers.

### Logement
En 2016, le nombre total de logements dans la commune était de 419, dont 99,7 % de maisons et 0,3 % d'appartements.
Parmi ces logements, 77 % étaient des résidences principales, 15,6 % des résidences secondaires et 7,4 % des logements vacants.
La part des ménages fiscaux propriétaires de leur résidence principale s'élevait à 90,5 % contre 6,8 % de locataires et 2,7 % logés gratuitement,.

### Voies de communication et transports

#### Voies de communication
Le territoire de la commune est traversé, du nord-ouest au sud-est, par l'autoroute A6. Celle-ci est accessible par les diffuseurs no 14 (Malesherbes) et no 15 (Fontainebleau) situés à 5 km respectivement au nord-ouest et au sud-est de Villiers-sous-Grez.
Deux routes départementales relient Villiers-sous-Grez aux communes voisines :
- la D 63, à Recloses, au nord-ouest, et à Grez-sur-Loing, au sud-est ;
- la D 104, à La Chapelle-la-Reine, à l'ouest, et à Grez-sur-Loing, à l'est.

#### Transports
La commune est desservie par deux lignes d'autocars du réseau de bus Fontainebleau - Moret :
- la ligne no 4001, reliant La Chapelle-la-Reine à Avon ;
- la ligne no 4008, reliant La Chapelle-la-Reine à Ury.

## Toponymie
Le nom de la localité est mentionné sous les formes Auvillare vers 1080 ; Villaria 1255 ; Villares juxta Gressum vers 1350 ; Villiers lez Gres en 1384 ;  Villiers sous Grez en 1793 ; Villiers-sur-Grès en 1801.
Villiers : À l’origine, ce nom désignait une partie de la villa (grand domaine agricole de l’époque gallo-romaine). Il s’agissait des dépendances qui comprenaient généralement les habitations des ouvriers et les bâtiments agricoles. De nos jours, ce nom désigne un écart ou un village.
Le nom est dérivé de celui de la commune de Grez-sur-Loing, dont elle est la voisine. Villiers-sous-Grez fait directement référence à la présence de grès, visible sur une carte géologique.

## Politique et administration

### Liste des maires
| Période     | Période     | Identité          | Étiquette | Qualité     |
| ----------- | ----------- | ----------------- | --------- | ----------- |
| 1977        |             | Pierre Champion   | …         | …           |
| 1983        |             | Raymond Champion  | …         | …           |
| 1995        | mars 2001   | Jean André Morin  | …         | …           |
| mars 2001   | mars 2008   | Alain Champion    | …         | …           |
| mars 2008   | avril 2014  | Brigitte Delahaye | …         | Enseignante |
| avril 2014  | 23 mai 2020 | Yves Lechevallier |           |             |
| 23 mai 2020 | En cours    | Thierry Masson    |           |             |

## Équipements et services

### Eau et assainissement
L’organisation de la distribution de l’eau potable, de la collecte et du traitement des eaux usées et pluviales relève des communes. La loi NOTRe de 2015 a accru le rôle des EPCI à fiscalité propre en leur transférant cette compétence. Ce transfert devait en principe être effectif au 1er janvier 2020, mais la loi Ferrand-Fesneau du 3 août 2018 a introduit la possibilité d’un report de ce transfert au 1er janvier 2026,.

#### Assainissement des eaux usées
En 2020, la commune de Villiers-sous-Grez gère le service d’assainissement collectif (collecte, transport et dépollution) en régie directe, c’est-à-dire avec ses propres personnels.
L’assainissement non collectif (ANC) désigne les installations individuelles de traitement des eaux domestiques qui ne sont pas desservies par un réseau public de collecte des eaux usées et qui doivent en conséquence traiter elles-mêmes leurs eaux usées avant de les rejeter dans le milieu naturel. Le Parc naturel régional du Gâtinais français assure pour le compte de la commune le service public d'assainissement non collectif (SPANC), qui a pour mission de vérifier la bonne exécution des travaux de réalisation et de réhabilitation, ainsi que le bon fonctionnement et l’entretien des installations,.

#### Eau potable
En 2020, l'alimentation en eau potable est assurée par la commune qui en a délégué la gestion à la SAUR, dont le contrat expire le 31 décembre 2027,.
Les nappes de Beauce et du Champigny sont classées en zone de répartition des eaux (ZRE), signifiant un déséquilibre entre les besoins en eau et la ressource disponible. Le changement climatique est susceptible d’aggraver ce déséquilibre. Ainsi afin de renforcer la garantie d’une distribution d’une eau de qualité en permanence sur le territoire du département, le troisième Plan départemental de l’eau signé, le 3 octobre 2017, contient un plan d’actions afin d’assurer avec priorisation la sécurisation de l’alimentation en eau potable des Seine-et-Marnais. A cette fin a été préparé et publié en décembre 2020 un schéma départemental d’alimentation en eau potable de secours dans lequel huit secteurs prioritaires sont définis. La commune fait partie du secteur Beauce.

## Population et société

### Démographie
L'évolution du nombre d'habitants est connue à travers les recensements de la population effectués dans la commune depuis 1793. Pour les communes de moins de 10 000 habitants, une enquête de recensement portant sur toute la population est réalisée tous les cinq ans, les populations de référence des années intermédiaires étant quant à elles estimées par interpolation ou extrapolation. Pour la commune, le premier recensement exhaustif entrant dans le cadre du nouveau dispositif a été réalisé en 2008.

En 2022, la commune comptait 684 habitants, en évolution de −3,66 % par rapport à 2016 (Seine-et-Marne : +3,92 %, France hors Mayotte : +2,11 %).
| 1793 | 1800 | 1806 | 1821 | 1831 | 1836 | 1841 | 1846 | 1851 |
| ---- | ---- | ---- | ---- | ---- | ---- | ---- | ---- | ---- |
| 774  | 871  | 759  | 712  | 771  | 804  | 777  | 721  | 736  |

| 1856 | 1861 | 1866 | 1872 | 1876 | 1881 | 1886 | 1891 | 1896 |
| ---- | ---- | ---- | ---- | ---- | ---- | ---- | ---- | ---- |
| 705  | 699  | 668  | 664  | 634  | 603  | 629  | 581  | 578  |

| 1901 | 1906 | 1911 | 1921 | 1926 | 1931 | 1936 | 1946 | 1954 |
| ---- | ---- | ---- | ---- | ---- | ---- | ---- | ---- | ---- |
| 525  | 536  | 548  | 474  | 500  | 490  | 461  | 447  | 479  |

| 1962 | 1968 | 1975 | 1982 | 1990 | 1999 | 2006 | 2008 | 2013 |
| ---- | ---- | ---- | ---- | ---- | ---- | ---- | ---- | ---- |
| 529  | 487  | 552  | 706  | 779  | 764  | 763  | 763  | 750  |

| 2018 | 2022 | - | - | - | - | - | - | - |
| ---- | ---- | - | - | - | - | - | - | - |
| 651  | 684  | - | - | - | - | - | - | - |

### Événements
L’association « Le houblon Villaron » organise tous les ans fin août une fête du houblon autour de la récolte des 200 pieds que compte la houblonnière. Ce moment festif est l’occasion de promouvoir le retour d’une production locale de la précieuse épice en direction des micro-brasseurs du territoire.

## Économie

### Revenus de la population et fiscalité
En 2018, le nombre de ménages fiscaux de la commune était de 308, représentant 736 personnes et la  médiane du revenu disponible par unité de consommation  de 27 240 euros.

### Emploi
En 2017 , le nombre total d’emplois dans la zone était de 80, occupant 299 actifs  résidants.
Le taux d'activité de la population (actifs ayant un emploi) âgée de 15 à 64 ans s'élevait à 71,9 % contre un taux de chômage de 6,4 %.
Les 21,7 % d’inactifs se répartissent de la façon suivante : 7,1 % d’étudiants et stagiaires non rémunérés, 9,7 % de retraités ou préretraités et 4,8 % pour les autres inactifs.

### Entreprises et commerces
En 2018, le nombre d'établissements actifs était de 58 dont 5 dans l’industrie manufacturière, industries extractives et autres, 6 dans la construction, 13 dans le commerce de gros et de détail, transports, hébergement et restauration, 2 dans les activités financières et d'assurance, 1 dans les activités immobilières, 14 dans les activités spécialisées, scientifiques et techniques et activités de services administratifs et de soutien, 11 dans l’administration publique, enseignement, santé humaine et action sociale et 6  étaient relatifs aux autres activités de services.
En 2019, 8 entreprises individuelles ont été créées sur le territoire de la commune.
Au 1er janvier 2020, la commune ne disposait pas d’hôtel et de terrain de camping.

### Agriculture
Villiers-sous-Grez est dans la petite région agricole dénommée le « Pays de Bière et Forêt de Fontainebleau », couvrant le Pays de Bière et la forêt de Fontainebleau. En 2010, l'orientation technico-économique de l'agriculture sur la commune est la culture de céréales et d'oléoprotéagineux (COP).
Si la productivité agricole de la Seine-et-Marne se situe dans le peloton de tête des départements français, le département enregistre un double phénomène de disparition des terres cultivables (près de 2 000 ha par an dans les années 1980, moins dans les années 2000) et de réduction d'environ 30 % du nombre d'agriculteurs dans les années 2010. Cette tendance se retrouve au niveau de la commune où le nombre d’exploitations est passé de 9 en 1988 à 2 en 2010. Parallèlement, la taille de ces exploitations augmente, passant de 41 ha en 1988 à 215 ha en 2010.
Le tableau ci-dessous présente les principales caractéristiques des exploitations agricoles de Villiers-sous-Grez, observées sur une période de 22 ans : 
|                                      | 1988 | 2000 | 2010 |
| ------------------------------------ | ---- | ---- | ---- |
| Dimension économique,                |      |      |      |
| Nombre d’exploitations (u)           | 9    | 4    | 2    |
| Travail (UTA)                        | 10   | 5    | 3    |
| Surface agricole utilisée (ha)       | 371  | 428  | 429  |
| Cultures                             |      |      |      |
| Terres labourables (ha)              | 371  | 425  | s    |
| Céréales (ha)                        | 340  | s    | s    |
| dont blé tendre (ha)                 | 118  | 157  | s    |
| dont maïs-grain et maïs-semence (ha) | 57   | s    |      |
| Tournesol (ha)                       | s    | 26   |      |
| Colza et navette (ha)                | 8    | s    | s    |
| Élevage                              |      |      |      |
| Cheptel (UGBTA)                      | 1    | 2    | 0    |

## Culture locale et patrimoine

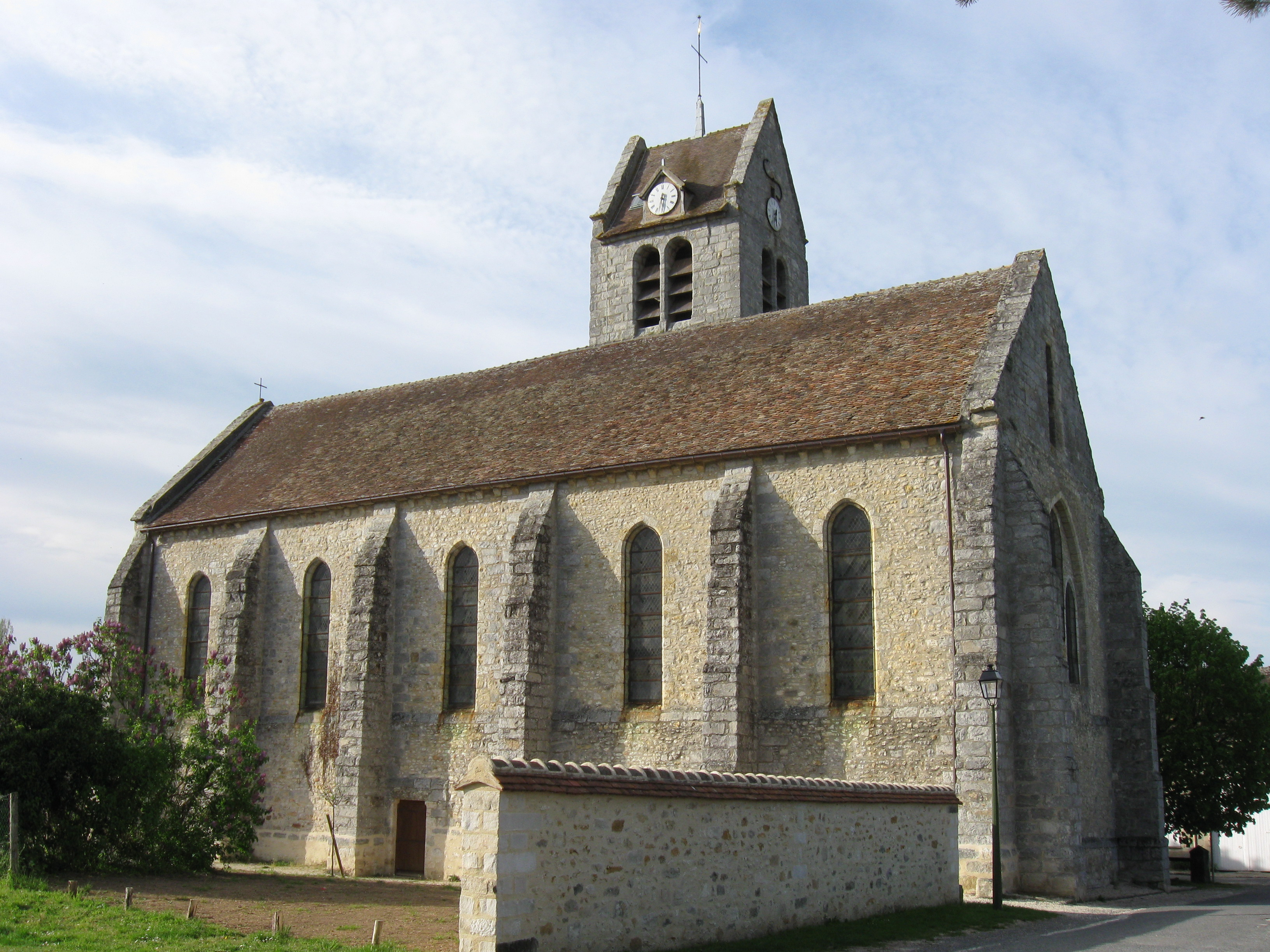
L'église Saint-Étienne.

### Lieux et monuments
- L'église Saint-Étienne (XIIIe siècle), classée au titre des monuments historiques[61].

Le clocher, décalé au nord de la nef, a été ajouté au XVe siècle.
- Rocher Saint-Etienne et grotte du Curé.
- Passage du sentier de grande randonnée GR 13.
- Caveau Werger :

Cet enclos rectangulaire clos par des murs de trois mètres de hauteur et une petite porte en bois est situé dans les bois du village. C'est la tombe du capitaine Werger, un enfant du pays né en 1781, soldat de la Grande Armée, qui gagna ses galons jusqu'à celui de capitaine et termina sa carrière militaire en 1826. Il se maria et résida ensuite à Fontainebleau où il décéda le 3 août 1855. Protestant, il ne pouvait être enterré dans le cimetière catholique. Il exprima le désir d'être enterré dans une de ses propriétés où il repose toujours sous une simple dalle de pierre.

### Personnalités liées à la commune
- Jean Tardieu (1903-1995), écrivain poète, repose au cimetière communal.
- Alexina Duchamp, divorcée de Pierre Matisse puis veuve de Marcel Duchamp, s'y est installée après la mort de son mari, et y est morte.
- Le couple d'acteurs Jean Mercure (1909-1998) et Jandeline (1911-1998) repose au cimetière communal.
- Gilles Guillot (1935-2013), acteur et doubleur français, gendre de Jean Mercure et Jandeline y avait une maison où il meurt en avril 2013.